# Leopoldo Funes
Leopoldo Funes fue un marino argentino que sirvió en la armada de su nación a fines del siglo XIX. En 1892 protagonizó el naufragio de la torpedera de mar Rosales, tragedia en la que sobrevivieron la mayor parte de los oficiales pereciendo la mayoría de los tripulantes y que representó uno de los más polémicos incidentes en que se vio envuelta la Armada Argentina.

## Biografía
Leopoldo Funes nació el 27 de septiembre de 1859. Ingresó a la Armada Argentina y tras egresar de la Escuela Naval en julio de 1879 (segunda promoción del instituto) marchó a perfeccionar sus estudios en la armada española.
Fue uno de los fundadores del Centro Naval (4 de mayo de 1882), cuya primera Comisión Directiva integró como Vicepresidente 2.º. Luego, siendo ya teniente de fragata, se desempeñaría como Vicepresidente 1.º del Centro Naval en el período 1887/1888.
Obtuvo medallas por las campañas de la Patagonia y el Río Negro. Fue segundo comandante de la corbeta La Argentina en su viaje a Europa en 1885.

### LaRosales
Fue el primer y único Comandante de la torpedera Rosales a la que vio construir en los talleres ingleses de Birkenhead y trajo al país en 1891. Tras participar de maniobras en el Río de la Plata, la Rosales efectuó una misión en Brasil pese a haber sufrido daños en el casco por una colisión con un mercante inglés y a su regreso viajó a Rosario (Argentina) solo para recibir órdenes de regresar a Buenos Aires e integrarse a la división naval que al mando del almirante Daniel de Solier e integrada por el Almirante Brown y el crucero 25 de Mayo representaría a la Argentina, Brasil y Chile en los festejos del 400 aniversario del descubrimiento de América.
Partió de la ciudad de Buenos Aires en la mañana del 7 de julio de 1892 y en las primeras horas de la madrugada del 8 de julio vientos huracanados provocaron olas de hasta 9 metros. Después de varias horas las vibraciones hicieron que las planchas del casco se abrieran y la nave empezó a hacer agua. A las 6 de la mañana el Almirante Brown perdió contacto con la Rosales. A las 8 de la noche el fondo de la Rosales tocó un escollo no señalado en las cartas de navegación y poco después las olas apagaron los fuegos de las calderas con lo que dejaron de funcionar las máquinas y de responder el timón.
En la tarde del 9 de julio un consejo de oficiales resolvió abandonar la nave. Las dos lanchas de salvamento disponibles, el guigue del comandante y un chinchorro no alcanzaban para los aproximadamente 80 tripulantes, por lo que Funes ordenó improvisar una gran balsa y distribuyó a la tripulación: todos los oficiales y unos pocos tripulantes ocuparían una de las lanchas y los restantes se distribuirían en las demás embarcaciones a cargo del contramaestre, los condestables y los oficiales de mar (suboficiales).
En la noche del 9 al 10 de julio de 1892 la Rosales se hundió, a 200 millas al SE de Cabo Polonio. La única embarcación en llegar a tierra sería la de los oficiales. Al anochecer del 11 de julio las olas impulsaron al bote contra los escollos y arrecifes de la costa hasta que sus tripulantes perdieron el control y la embarcación volcó. De los 24 tripulantes solo 19 salvaron la vida tomando tierra a una legua del faro de cabo Polonio.
Tras una reacción inicial solidaria con los sobrevivientes, pronto surgieron dudas respecto de lo sucedido y cuestionamientos al proceder del comandante Funes y sus oficiales. La circunstancia de que solo se salvaran los oficiales y las relaciones de los sobrevivientes con las principales figuras del gobierno (el mismo Funes era pariente de la esposa de Julio Argentino Roca, Clara Funes de Roca) empezaron a generar suspicacias que reflejaron los medios opositores, especialmente el diario mitrista La Nación y La Prensa.
Tras un largo sumario, el fiscal Jorge Hobson Lowry negó la efectiva construcción de la balsa, acusó a Funes de haber abandonado a buena parte de sus tripulantes, de haber dejado la nave cuando aún podía salvarse e incluso dejó traslucir la posibilidad de que dos de los oficiales desaparecidos al llegar a tierra hubieran sido asesinados. Finalmente, pidió la pena de muerte para Funes: "En virtud de las pruebas que resultan de las actuaciones concluyo por hallar culpable al capitán Funes de la pérdida, por mala navegación e impericia, del buque a su mando, con más la causa agravante de haberla abandonado estando aun a flote en condiciones de que pudieran conducir a su posterior salvataje; por haber hecho abandono de su tripulación, puesto que al separarse del buque de su mando aun quedaba la mayor parte de los marineros en el empeño de embarcarse en los restantes botes que no eran suficientes para efectuar el salvataje de todos ellos, que eran -tales botes- inferiores en capacidad y resistencia al que tomó Funes para poner a salvo su persona y oficiales, cuando era su deber haber sido la última persona que tenía que abandonar el buque a su comando, delito que el Código Militar de la Armada de Francia castiga con la pena de muerte. Habiendo efectuado ese desamparo con premeditación, astucia, abuso de autoridad y confianza en ocasión de calamidad de naufragio y el haber efectuado el abandono de noche, circunstancias todas agravantes ante los mismos términos de las leyes militares que nos rigen como así también de encubrir las verdaderas causas de la desaparición del alférez Giralt y del maquinista Luis Silvany. Por todo lo cual concluyo porque el dicho capitán de fragata Leopoldo Funes ex comandante de la ex cazatorpedera “Rosales” sea condenado a sufrir la pena de muerte señalada en la última parte del capítulo VIII de las ordenanzas militares de 1774 contra el oficial que fuera convicto de haber desamparado con notoria malicia a la tropa confiada a su cuidado".
La defensa de Funes, efectuada por el alférez de navío Mariano F. Beascochea y en general por el capitán Manuel José García Mansilla, basó su estrategia en apelar al patriotismo y a la solidaridad con el drama de los sobrevivientes, a descalificar al fiscal de la causa y a restar importancia a las contradicciones sobre las que éste basaba su caso y negarles valor de prueba, concluyendo que "cuando no hay plena prueba, corresponde absolución".
La causa de la fiscalía se basaba primordialmente en las contradicciones de los declarantes, pero eso obraba también decisivamente a favor de la defensa. Por añadidura, el otro fiscal del plenario capitán de fragata Beccar, pidió la absolución de los acusados y se sumó a las críticas a Lowry calificando sus acusaciones de "infames y bochornosas". Finalmente, el consejo de guerra absolvió a Funes y a los restantes acusados por falta de pruebas.
Con solo 33 años, una capacitación brillante y fuertes relaciones políticas y en la fuerza, la carrera de Funes había llegado sin embargo a un punto muerto. Nunca más obtuvo el mando de un buque y pasó a desempeñar cargos administrativos. Sirvió en el Estado Mayor General, se desempeñó como inspector y en 1898 estuvo adscripto brevemente a las obras del puerto militar. A fines de ese año tuvo a su cargo uno de los juzgados de instrucción para el personal subalterno.
Se retiró de la Armada el 29 de noviembre de 1905 con el grado de capitán de fragata, dedicándose a la actividad inmobiliaria. Un biografo lo describe en esos años como "un hombre profundamente melancólico, algo adicto a la bebida, que se consolaba con la guitarra, del cual era un concertista nada despreciable."
Falleció el 26 de marzo de 1926 en su casa de Tucumán 3764, Villa Crespo, acompañado de su esposa María Luisa y su hija María Rosario. Sus restos fueron depositados en el Panteón Naval.